# Apatura iris
Apatura iris hay bướm hoàng đế tím là một loài bướm giáp thuộc chi Apatura, phân họ Apaturinae trong Họ Bướm giáp. Loài này có 9 phân loài. Loài này được tìm thấy trong rừng khắp Trung Âu và miền nam nước Anh. Con trưởng thành có đôi cánh màu nâu sẫm với đường trắng và một vòng xuyến nhỏ màu cam trên các cánh sau. Con đực có màu ánh xanh tím mà con cái thiếu. Con sâu bướm có màu xanh với những mảng màu trắng và màu vàng và có hai cái sừng.
Chúng chủ yếu sinh sống trong tán cây, chỉ bay xuống lúc đẻ trứng. Con đực cũng dành nhiều thời gian của chúng trong các ngọn cây, bảo vệ lãnh thổ của chúng khỏi bị đối thủ xâm chiếm, mặc dù đôi khi chúng bay xuống để uống nước hay ăn. Không giống như hầu hết các loài bướm, loài này không ăn mật hoa mà ăn dịch ngọt tiết ra bởi rầy mềm và nước tiểu, phân và xác động vật.

## Hình ảnh

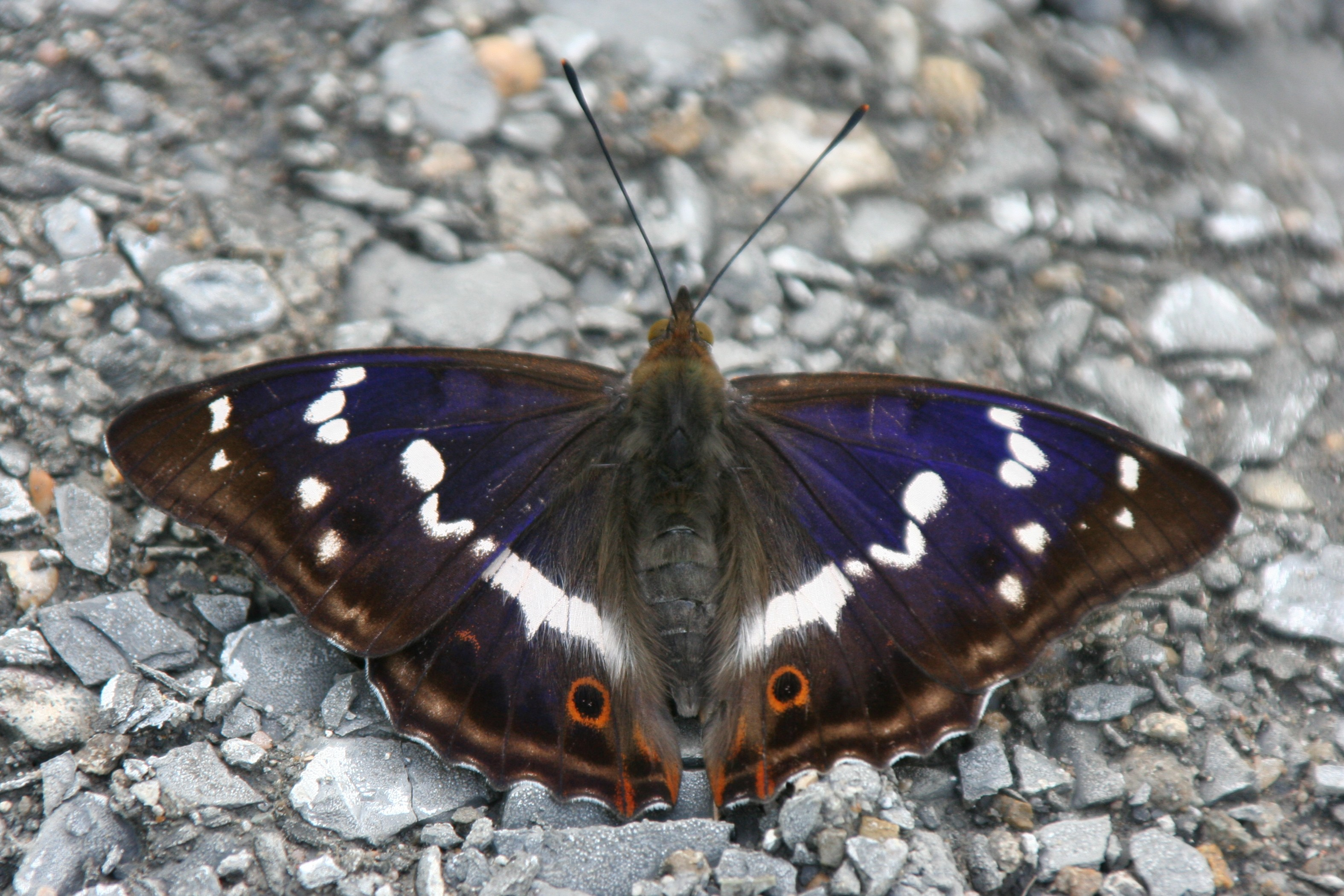
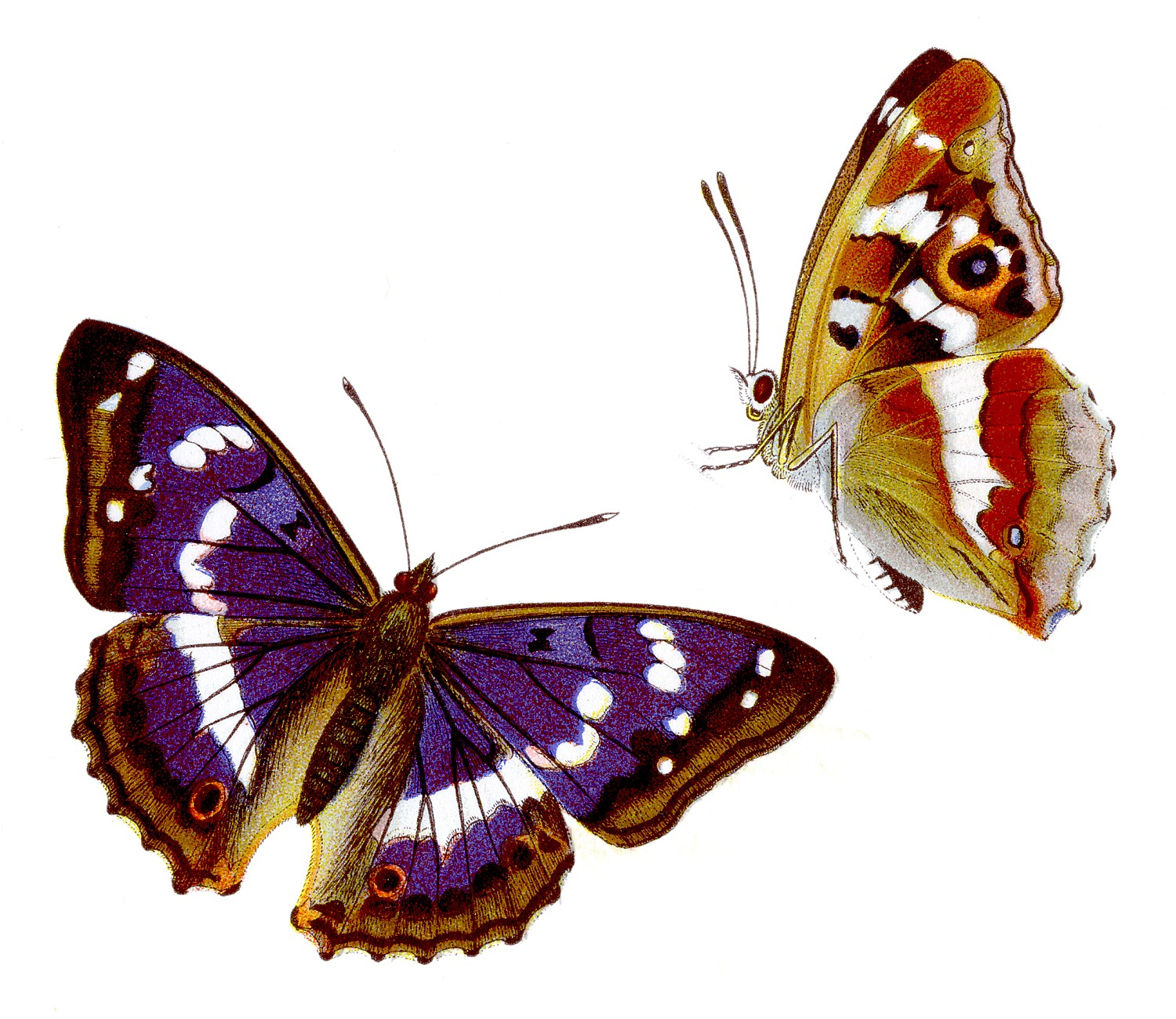
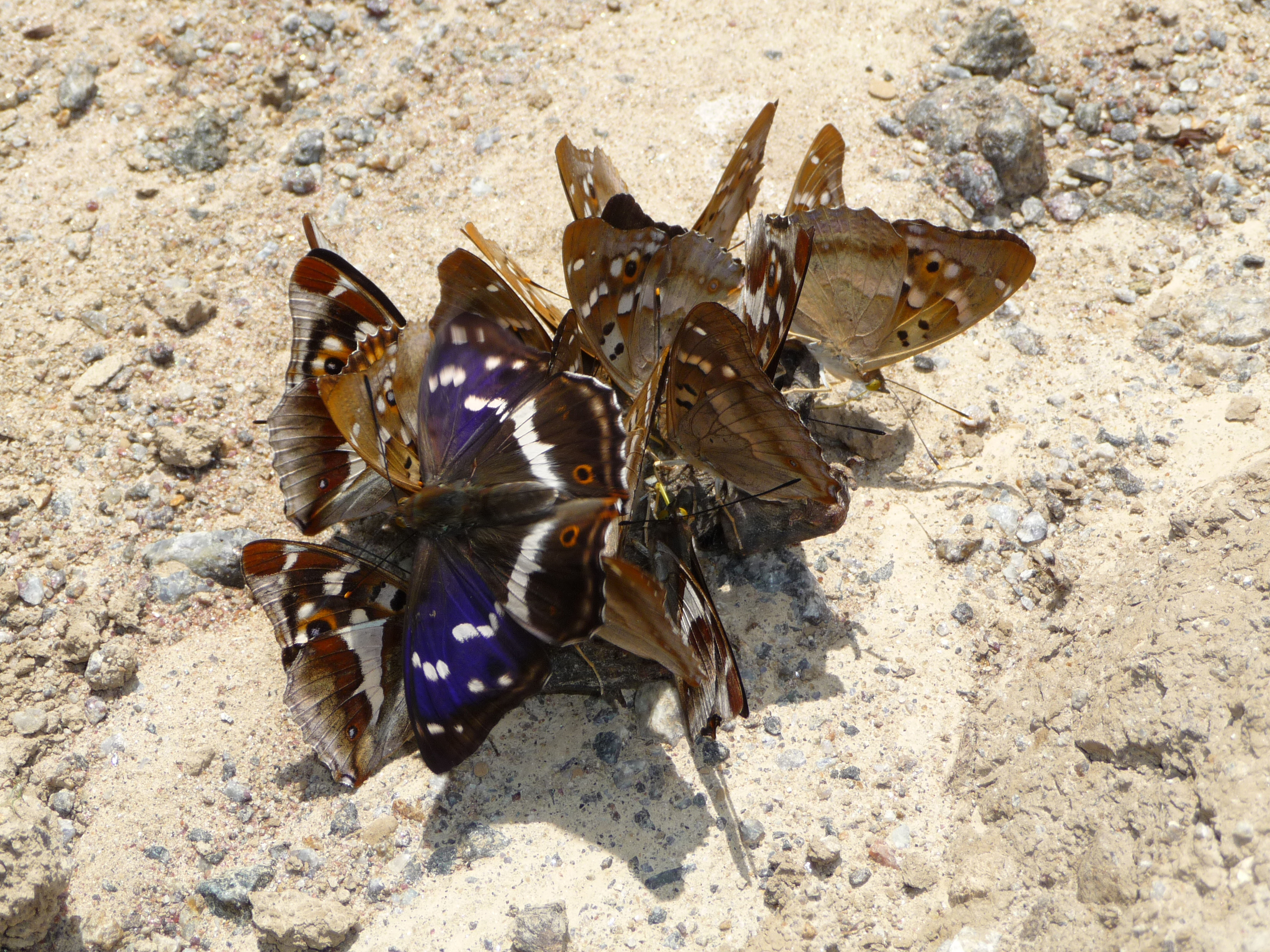
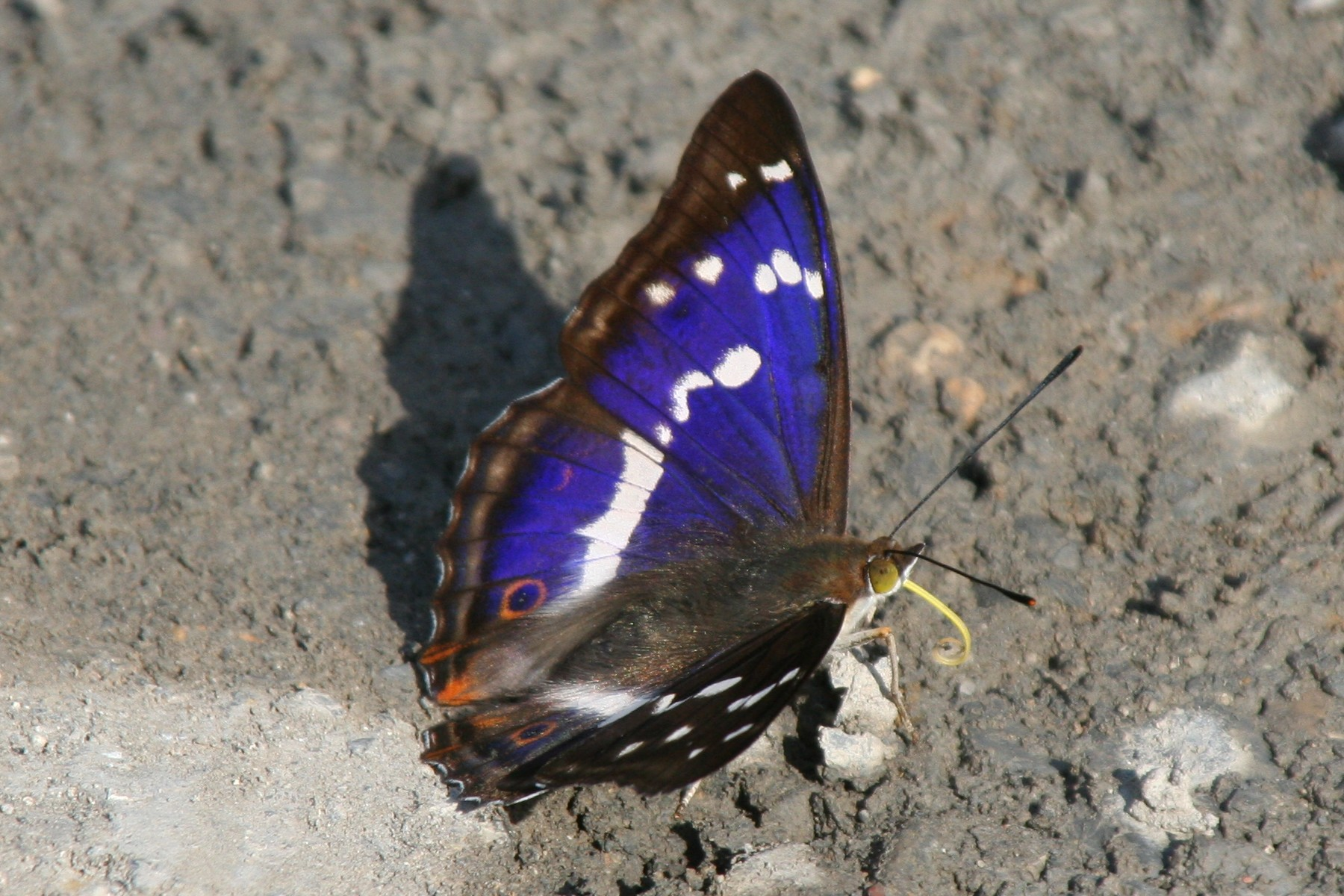
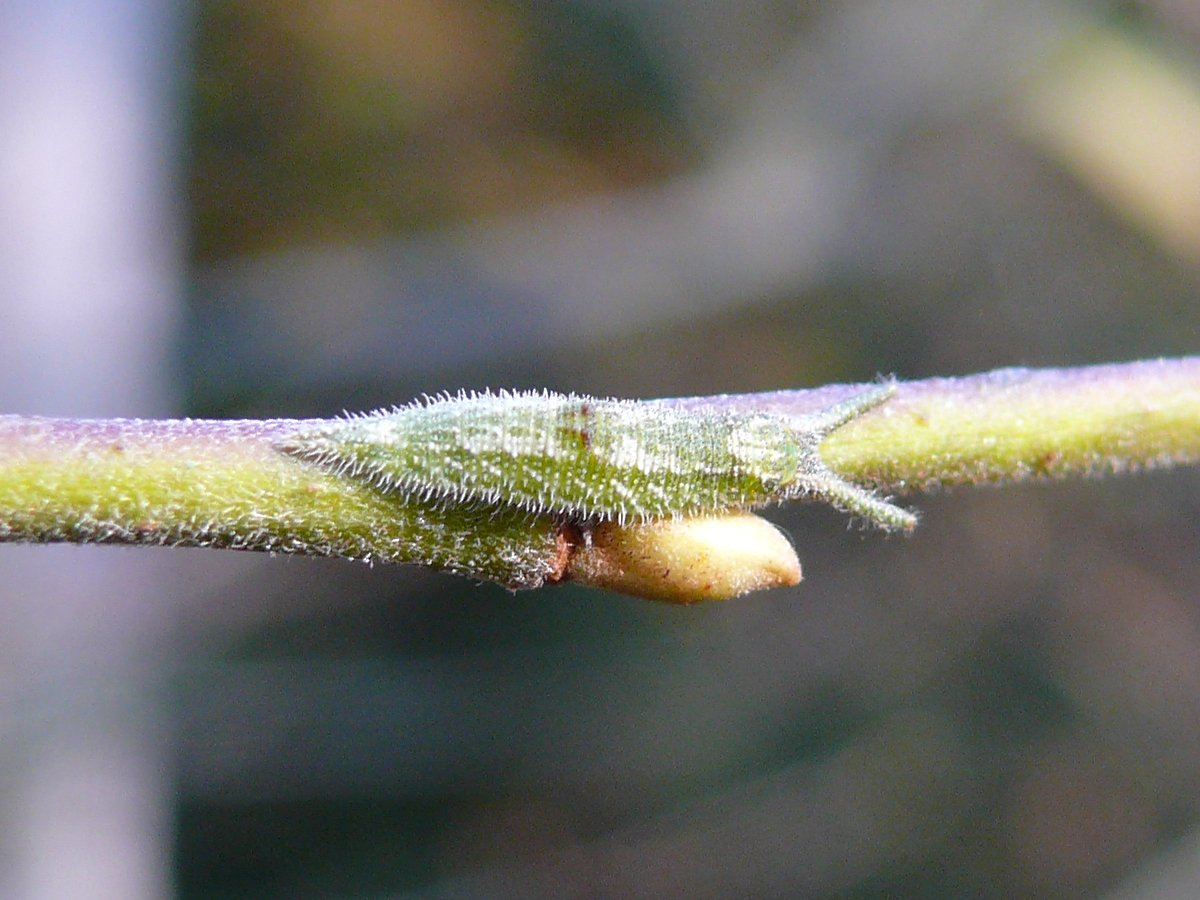
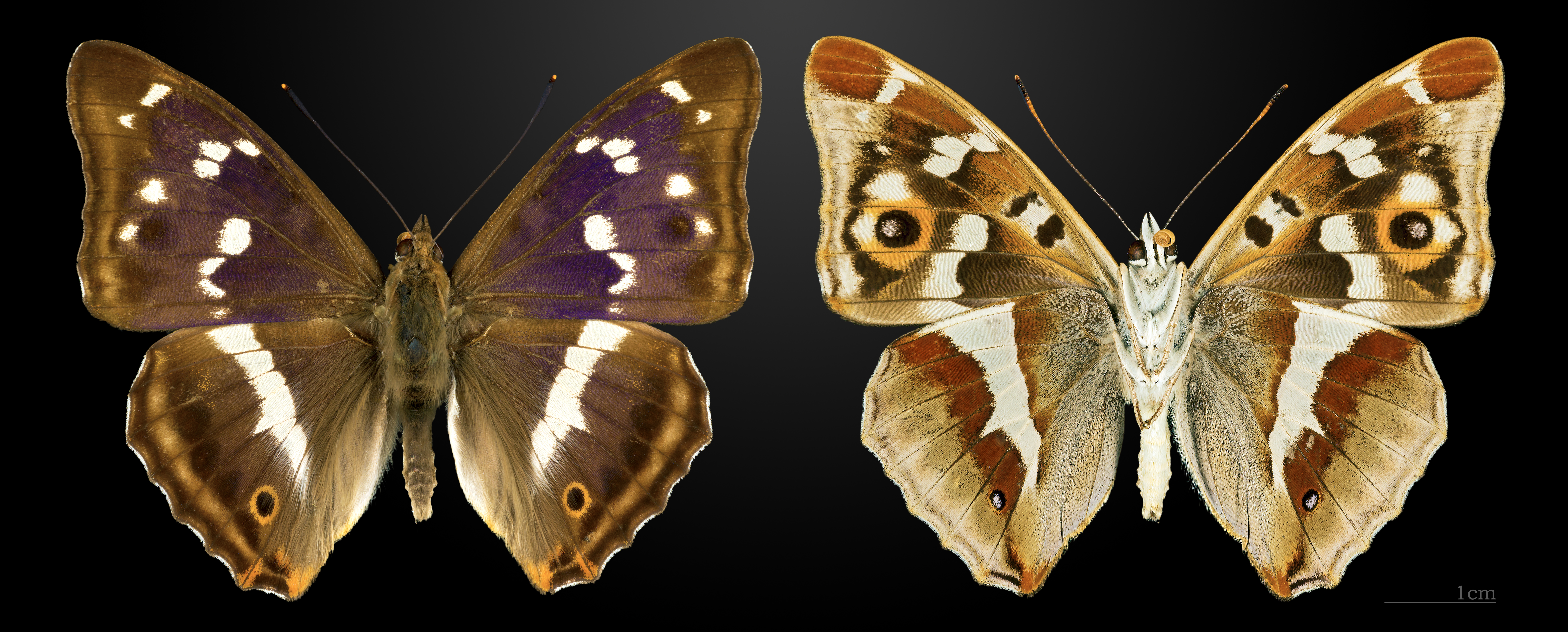